# Gladeview (Florida)
Gladeview es un lugar designado por el censo ubicado en el condado de Miami-Dade en el estado estadounidense de Florida. En el Censo de 2010 tenía una población de 11.535 habitantes y una densidad poblacional de 1.737,01 personas por km².

## Geografía
Gladeview se encuentra ubicado en las coordenadas 25°50′24″N 80°14′19″O / 25.84000, -80.23861. Según la Oficina del Censo de los Estados Unidos, Gladeview tiene una superficie total de 6.64 km², de la cual 6.63 km² corresponden a tierra firme y (0.2%) 0.01 km² es agua.

## Demografía
Según el censo de 2010, había 11.535 personas residiendo en Gladeview. La densidad de población era de 1.737,01 hab./km². De los 11.535 habitantes, Gladeview estaba compuesto por el 17.41% blancos, el 75.2% eran afroamericanos, el 0.14% eran amerindios, el 0.22% eran asiáticos, el 0% eran isleños del Pacífico, el 4.6% eran de otras razas y el 2.44% pertenecían a dos o más razas. Del total de la población el 24.15% eran hispanos o latinos de cualquier raza.